# Octarrhena amesiana
Octarrhena amesiana är en orkidéart som beskrevs av Rudolf Schlechter. Octarrhena amesiana ingår i släktet Octarrhena och familjen orkidéer. Inga underarter finns listade i Catalogue of Life.